# Åsa Romson
Åsa Elisabeth Romson (ur. 22 marca 1972 w Sztokholmie) – szwedzka polityk i prawniczka, parlamentarzystka, współprzewodnicząca Partii Zielonych (2011–2016), od 2014 do 2016 minister klimatu i środowiska.

## Życiorys
Ukończyła w 2001 prawo na Uniwersytecie w Sztokholmie. Była zatrudniona jako urzędnik sądowy i w organizacji społecznej Forum Syd. Później odbywała studia doktoranckie oraz pracowała na macierzystej uczelni, wykładając prawo ochrony środowiska.
Zaangażowała się w działalność Partii Zielonych: latach 1993–1995 była członkinią władz krajowych organizacji młodzieżowej, a od 1998 do 2001 wchodziła w skład zarządu krajowego partii. Od 2002 do 2010 zasiadała w radzie miejskiej Sztokholmu. W 2006 po raz pierwszy wybrana do Riksdagu, jednak nie objęła mandatu. Posłanką została po następnych wyborach w 2010, uzyskując reelekcję również w 2014 na kolejną kadencję.
W 2011 została współprzewodniczącą Partii Zielonych (obok Gustava Fridolina). Po wyborach w 2014 w utworzonym przez socjaldemokratów i zielonych mniejszościowym rządzie Stefana Löfvena objęła urząd ministra klimatu i środowiska wraz z honorowym tytułem wicepremiera.
W maju 2016 władze Partii Zielonych na współprzewodniczącą partii w jej miejsce nominowały Isabellę Lövin. W tym samym miesiącu odeszła z rządu.